# Berkhamsted
Berkhamsted este un oraș în comitatul Hertfordshire, regiunea East, Anglia. Orașul se află în districtul Dacorum. 